# API (indeks)
Indeks API – opracowany przez Amerykański Instytut Naftowy wskaźnik miary gęstości ropy naftowej w stosunku do wody (ciężkości). Jego wartość wynosi zazwyczaj od 10 do 50, a wyższa wartość oznacza ropę lżejszą, o lepszej jakości.